# 神鬼傳奇 (2017年電影)
《神鬼傳奇》（英語：The Mummy）是一部2017年的美國動作冒險奇幻片，由艾力克斯·寇茲曼執導。本片為1999年電影和「木乃伊系列電影」的重啟版，同時也是闇黑宇宙的第一部電影。主演包括湯姆·克魯斯、蘇菲亞·波提拉、安娜貝爾·瓦莉絲、傑克·強森、寇特尼·B·凡斯以及羅素·克洛。故事講述美軍士兵尼克·摩頓對抗五千年前被製成木乃伊、返回人間復仇的法老王之女安瑪奈特公主的冒險經歷。
該片2017年6月9日美國上映（含2D、3D和IMAX 3D），以1.25億美元的預算獲得4.09億美元的票房成績，但在影評界收獲普遍惡評，從敘事、編劇、演繹手法皆受到批評。

## 劇情
距今五千年前，新王國時期的古埃及，法老王之女安瑪奈特公主本來即將繼承父親的王位，但事與願違，法老王和他的第二任妻子生下新的繼承人。覬覦王位的安瑪奈特不惜觸犯天條、求助埃及死神「賽特」，其答應會幫助她並給予她一把鑲著紅寶石的神聖匕首「賽特之刃」，命令她用匕首來實施祭獻、讓賽特附身於祭獻體而重返人間。安瑪奈特屠殺她的家人後，準備兌現和賽特的約定並祭獻掉他的愛人，卻事敗而被她父親的祭司活捉，最後被活生生製成木乃伊、鎖進石棺中封印起來，並被埋葬於遠離家鄉之地的沙漠地區深處的墳墓中。匕首被祭司一分為二以確保永不會重組；經過數世紀的轉移，紅寶石被一群英國十字軍騎士掌有，並於他們臨終下葬時一起葬於墳墓裏。五千年後的今日，十字軍墳墓被倫敦建築工人無意間挖掘出來，一個神秘組織也接管其研究工作。
在伊拉克，兩名美軍士兵尼克·摩頓和克里斯·韋爾，因為個人私慾而違反偵查任務、潛入敵營找尋神秘古墓，途中由於受到敵人圍攻而被迫呼叫空襲，這也剛好炸開埋藏在敵營地下的古老墳墓。曾經和尼克有過一夜情的考古學家珍妮·哈爾西來到古墓裏勘驗調查，通過古墓的種種機關和跡象發現該古墓其實是某種牢獄。這時，尼克無意將關著安瑪奈特的石棺從水銀池中提上來，尼克突然被石棺中的某種力量所牽動之時，三人也剛好受到一大群駱駝蜘蛛的攻擊。尼克的上級長官葛林威上校將石棺運上運輸機準備運回英國研究，但在飛行途中，韋爾因被蜘蛛咬到而受安瑪奈特所控制，企圖打開石棺並刺殺葛林威，迫使尼克將他親手殺死。這時，運輸機受到數量約千萬隻的烏鴉群體襲擊而開始墜落，尼克將珍妮跳傘逃生出去後，伴隨著墜機而一同喪生。
然而，墜機身亡的尼克突然從牛津大學停屍間中醒來，不清楚自己為何會生還時，還發現韋爾的鬼魂一直徘徊在他身邊諷刺他並給予指引，最後瞭解到他其實被安瑪奈特詛咒並成為她的選中之人。這時，安瑪奈特於墜機地點從石棺中脫身，吸乾數名救援人員恢復體力，並操縱起他們的死亡軀體作為僕人。珍妮發現尼克還活著後和他回到墜機地點尋找石棺，卻誤入安馬奈特的陷阱。安瑪奈特從一座教堂裏奪回賽特匕首，準備對尼克實施祭獻時，卻發現匕首上的紅寶石缺失，其猶豫使尼克和珍妮得以逃出教堂。這時，一群不明軍隊到場抓獲安瑪奈特，而軍隊領袖亨利·傑奇，解釋他與珍妮其實隸屬一個專門追蹤超自然威脅的秘密組織「神魔館」（Prodigium）。尼克雖然慶倖傑奇稱會治癒他的詛咒，但同時也恐懼傑奇的真正目的只不過是想完成安瑪奈特的祭獻，讓賽特附身於尼克後再一舉消滅。
與此同時，被鐵鏈束縛的安瑪奈特靠一隻蜘蛛咬傷其一名技術人員並操控他讓自己脫離監禁，而傑奇這時和尼克發生言語衝突，來不及注射血清控制而不慎釋出他的瘋狂多重人格「愛德華·海德」。海德的怪異且瘋狂的行為，讓尼克和珍妮幾乎無視外面的安瑪奈特，但尼克還是找機會對海德注射血清而使他恢復成傑奇。安瑪奈特追逐尼克和珍妮逃出神魔館，並奪回匕首且將所有十字軍墳墓中的骷髏喚醒讓其成為她的手下，又在倫敦製造大型沙塵暴毀壞城市。安瑪奈特的手下們殺死在墳墓中勘驗的神魔館人員，奪回寶石並與匕首合成，準備捕獲尼克來完成祭獻。
尼克受到韋爾指引而帶著珍妮逃入倫敦地鐵隧道中，而後受到骷髏襲擊而落入水中，安瑪奈特趁機將珍妮拖入水中將她溺死，希望藉此能讓尼克切斷對她的牽掛。尼克爬回墳墓時看著珍妮的屍體，絕望下極力抵抗安瑪奈特，並通過打幌子來取得匕首摔碎寶石。然而，尼克看著死去的珍妮。開始對拋棄成為賽特的機會感到猶豫，最後便將匕首刺向自己而徹底被賽特所附身。尼克靠著與珍妮相處的種種回憶而找回他的自我，利用其力量而制伏並吸乾安瑪奈特，使她再度恢復成乾枯木乃伊。
尼克運用能力復活珍妮，但由於即將被賽特侵佔人格，尼克對她告別後消失無蹤。隨後，珍妮再度和傑奇交會，兩人開始討論現與賽特融合為一體的尼克將何去何從、以及他未來會將能力用在何處。安瑪奈特的軀體被送回神魔館的水銀池中保管，而在沙漠中，尼克復活老友韋爾後，兩人再度踏上新的冒險旅程。

## 演員
| 演員            | 角色                                           | 備註 |
| 湯姆·克魯斯     | 尼克·摩頓 Nick Morton                          | 美國陸軍中士，尋寶時無意釋放出古埃及石棺中的邪惡力量，並在空難中意外生還後，發現自己擁有著某種異人之處。                                 |
| 蘇菲亞·波提拉   | 安瑪奈特公主 Princess Ahmanet                  | 古埃及公主，因謀害父親後被活活關進石棺中封印，如今石棺被尼克等人挖掘出，便為此以充滿怨念的「木乃伊」姿態甦醒，並擁有著強大的超自然力量。 |
| 安娜貝爾·瓦莉絲 | 珍妮佛·「珍妮」·哈爾西 Jennifer "Jenny" Halsey | 聰明且固執的考古學家，和尼克有過一夜情，神魔館的一員。                                                                                   |
| 傑克·強森       | 克里斯·韋爾 Chris Vail                         | 美國陸軍下士，尼克的搭檔及軍中好友。 |
| 寇特尼·B·凡斯   | 葛林威上校 Colonel Greenway                    | 尼克和克里斯的上級長官。 |
| 羅素·克洛       | 亨利·傑奇博士 Dr. Henry Jekyll                 | 神秘的科學家，神魔館的領導者。他必須定期注射血清，以防止自己變成邪惡、怪異的另一身份「愛德華·海德」。                                    |
| 塞爾瓦·拉沙林罕 | 梅內普雷國王 King Menehptre                    | 古埃及國王，安瑪奈特的父親。 |
| 哈維爾·伯特     | 賽特 Set                                       | 古埃及死神，與安瑪奈特有某種聯繫。 |
| 馬文·坎薩林     | 馬利克 Malik                                   | 傑奇的安全主管，神魔館的成員。 |

## 製作
2012年，官方宣布將重啟，《黑暗時刻》編劇強·史派茲為重啟的《神鬼傳奇》撰寫劇本，而《神鬼傳奇》原本的監製西恩·丹尼爾將回歸擔任監製。12月，據傳該重啟版會回到它原始的現代恐怖片風格。2013年2月14日，《飢餓遊戲》編劇比利·雷參與了電影的初稿競爭。9月14日，宣布《決戰異世界》導演連恩·懷斯曼將執導電影。2013年7月，連恩·懷斯曼由於日程安排的衝突而放棄執導。9月，據報導，《母侵》導演安迪·馬希提正在會談執導電影。然而，他於2014年5月因創作理念分歧而退出。

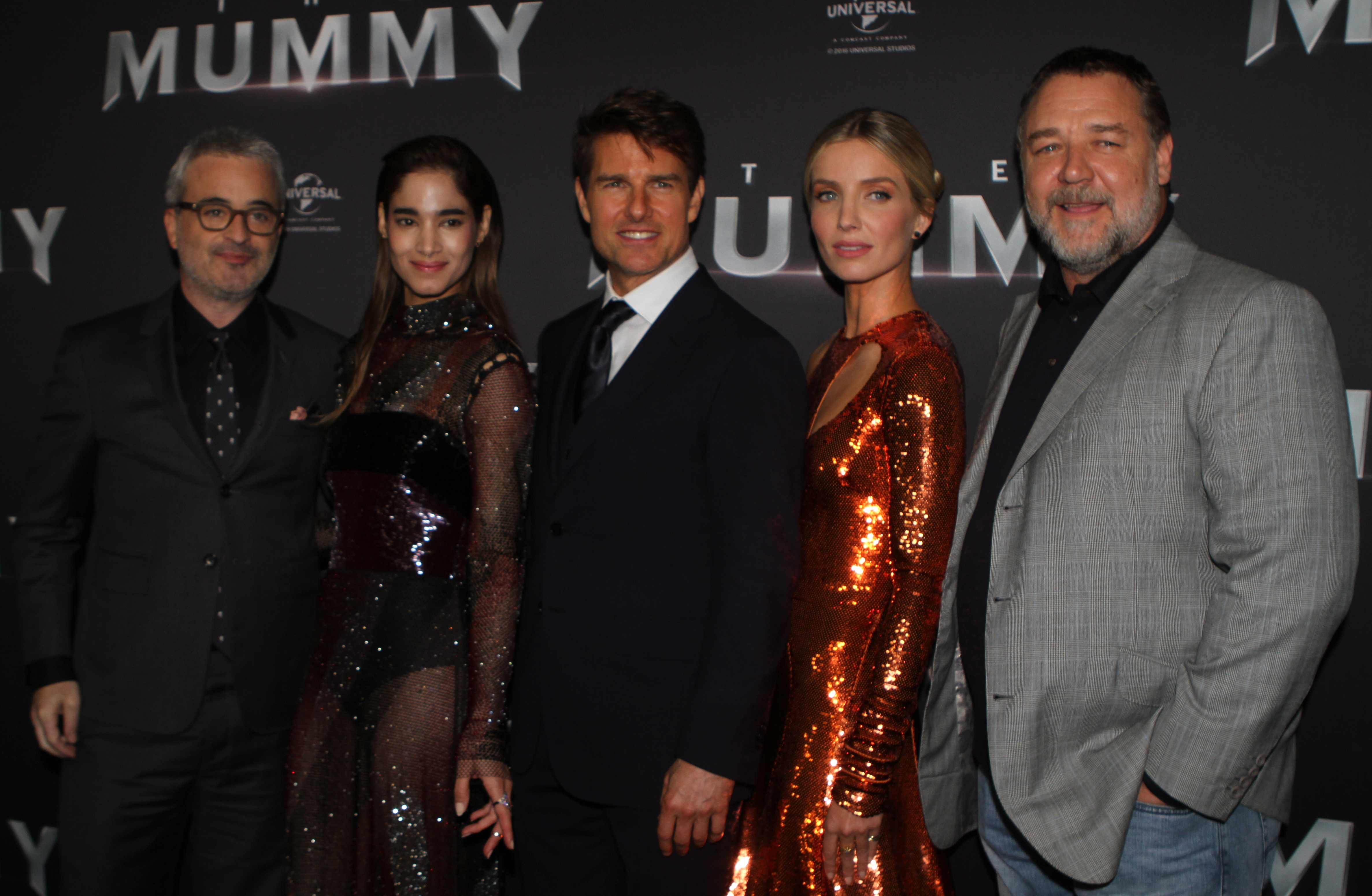
導演和演員們出席於澳大利亞首映會上，從左至右分別為艾力克斯·寇茲曼、蘇菲亞·波提拉、湯姆·克魯斯、安娜貝爾·瓦莉絲與羅素·克洛

2015年4月，電影已延遲至2017年3月24日。艾力克斯·寇茲曼於該月底被指派作為導演。第二天，電影的上映日被延至2016年6月24日，而4月22日則被環球改為《狩獵者：凜冬之戰》。同月，電影的情節透露，敘述一支海豹部隊在伊拉克沙漠獵捕恐怖分子，卻意外地和亞述巴尼拔國王的墓扯上關係。其他消息聲稱湯姆·克魯斯在會談擔任主角。《好萊塢報導》報導，蘇菲亞·波提拉在會談電影的女主角。2016年1月，宣布克魯斯和波提拉將主演電影，於2017年6月9日在美國上映。2016年3月，據報導，安娜貝爾·瓦莉絲和傑克·強森分別在會談飾演考古學者和軍人的角色。3月14日，馬文·坎薩林也加入了劇組。2016年4月15日，寇尼·B·凡斯加入了劇組。2016年5月4日，據報導，羅素·克洛在會談於片中客串亨利·傑奇／化身博士，該角色也考慮了哈維爾·巴登、艾迪·瑞德曼、喬瑟夫·高登-李維和湯姆·哈迪。

### 拍攝

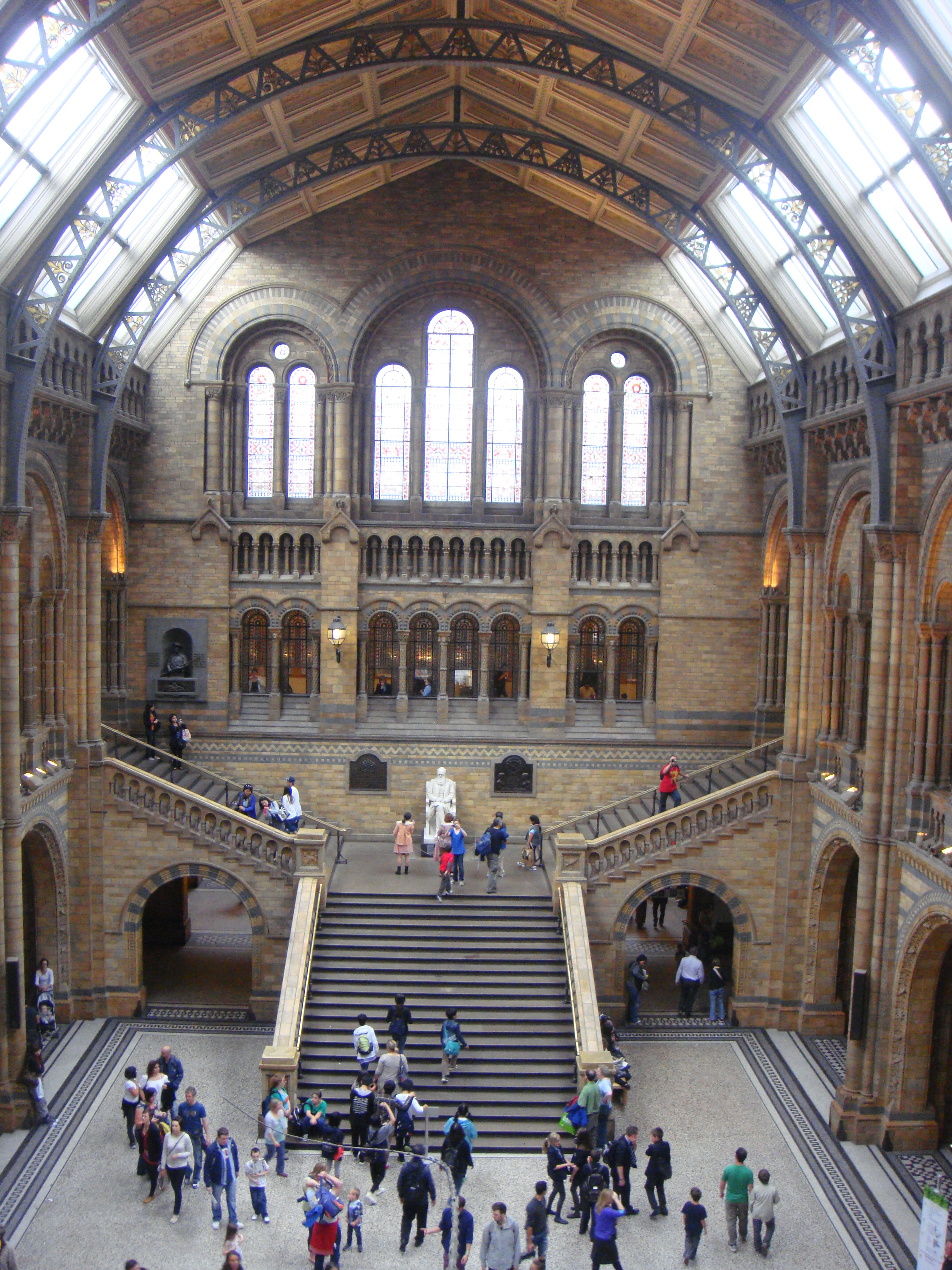
取景地點之一：英國倫敦，自然歷史博物館（Natural History Museum）

正式拍攝於2016年4月3日在英格蘭的牛津進行。其他取景地包括薩里郡。電影於2016年7月17日在倫敦拍攝。後來，劇組移至納米比亞取景兩個星期；主要拍攝於2016年8月13日結束。

## 發行
環球影業將本片定於2017年6月9日美國上映，原本定於2017年3月24日。在此之前，曾排於2016年4月22日和2016年6月24日；其中，2016年4月22日被改為《狩獵者：凜冬之戰》的上映日。
隨著2017年5月22日的2017年曼徹斯特競技場爆炸事件，使得環球取消了《神鬼傳奇》的英國首映會，並改於6月1日在倫敦進行。

### 評價
爛番茄上根據315條評論，持有15%的新鮮度，平均得分為4.2/10。而在Metacritic上，則獲得了34分，代表「普遍不佳的評價」。據CinemaScore調查，觀眾的評價在A+到F間平均落於「B-」。幾乎全部差評都集中於電影的毫無連貫性的敘事方式、不一致的語調、差强人意的演繹以及充滿漏洞的劇情，電影被多數評論家視為「闇黑宇宙」所開的一個差頭。

### 票房
在北美，本片於首映週末估計能從四千間戲院中獲得3500萬至4000萬美元間的票房。但在首日（包括週四晚間的266萬美元）票房獲得1200萬美元後，其估計值降低至3000萬美元。美國首週末票房僅3220萬美元，成為《神鬼傳奇》系列中最低的成績，並位居當週亞軍。Deadline.com認為電影之所以會失利，主因是影評人和觀眾的負面評價，以及近期新片過擠而造成的「疲勞轟炸」。
在北美以外，本片於六十三個海外國家上映，其中中國大陸、英國、墨西哥、德國、澳大利亞、巴西和俄羅斯都與美國同步上映。該片於2017年6月6日在韓國上映，第一天票房共計660萬美元，這是克魯斯和環球在該國最高的首映成績。
中國大陸方面，首映週末以5200萬美元居冠，這遠高於電影在北美的表現。
台灣方面，首週五天票房為新台幣1.45億元；次週票房累計至新台幣2.32億元；最終全台票房為新台幣2.86億元。
| 上一届： 《神力女超人》            | 2017年台北週末票房冠軍 第23-24週     | 下一届： 《變形金剛5：最終騎士》   |
| 上一届： 《加勒比海盗5：死无对证》 | 2017年中国内地一周票房冠军 第24-25週 | 下一届： 《变形金刚5：最后的骑士》 |
| 上一届： 《神奇女俠》              | 2017年香港週末票房冠軍 第24-25週     | 下一届： 《變形金剛：終極戰士》    |

## 外部連結
- 神鬼傳奇的X（前Twitter）（英文）
- 互联网电影数据库（IMDb）上《神鬼傳奇》的资料（英文）
- Box Office Mojo上《神鬼傳奇》的資料（英文）
- 爛番茄上《神鬼傳奇》的資料（英文）
- AllMovie上《神鬼傳奇》的资料（英文）
- Metacritic上《神鬼傳奇》的資料（英文）
- 開眼電影網上《神鬼傳奇》的資料（繁體中文）
- 豆瓣电影上《神鬼傳奇》的資料 （简体中文）
- 时光网上《神鬼傳奇》的資料（简体中文）